# AMT
AMT (англ. Aminomethyltransferase) – білок, який кодується однойменним геном, розташованим у людей на короткому плечі 3-ї хромосоми.  Довжина поліпептидного ланцюга білка становить 403 амінокислот, а молекулярна маса — 43 946.
| 10         |  | 20         |  | 30         |  | 40         |  | 50         |
| ---------- |  | ---------- |  | ---------- |  | ---------- |  | ---------- |
| MQRAVSVVAR |  | LGFRLQAFPP |  | ALCRPLSCAQ |  | EVLRRTPLYD |  | FHLAHGGKMV |
| AFAGWSLPVQ |  | YRDSHTDSHL |  | HTRQHCSLFD |  | VSHMLQTKIL |  | GSDRVKLMES |
| LVVGDIAELR |  | PNQGTLSLFT |  | NEAGGILDDL |  | IVTNTSEGHL |  | YVVSNAGCWE |
| KDLALMQDKV |  | RELQNQGRDV |  | GLEVLDNALL |  | ALQGPTAAQV |  | LQAGVADDLR |
| KLPFMTSAVM |  | EVFGVSGCRV |  | TRCGYTGEDG |  | VEISVPVAGA |  | VHLATAILKN |
| PEVKLAGLAA |  | RDSLRLEAGL |  | CLYGNDIDEH |  | TTPVEGSLSW |  | TLGKRRRAAM |
| DFPGAKVIVP |  | QLKGRVQRRR |  | VGLMCEGAPM |  | RAHSPILNME |  | GTKIGTVTSG |
| CPSPSLKKNV |  | AMGYVPCEYS |  | RPGTMLLVEV |  | RRKQQMAVVS |  | KMPFVPTNYY |
| TLK        |  |            |  |            |  |            |  |            |

A: Аланін

C: Цистеїн

D: Аспарагінова кислота

E: Глутамінова кислота

F: Фенілаланін

G: Гліцин

H: Гістидин

I: Ізолейцин

K: Лізин

L: Лейцин

M: Метіонін

N: Аспарагін

P: Пролін

Q: Глутамін

R: Аргінін

S: Серин

T: Треонін

V: Валін

W: Триптофан

Кодований геном білок за функціями належить до трансфераз, амінотрансфераз. 
Задіяний у такому біологічному процесі як альтернативний сплайсинг. 
Локалізований у мітохондрії.